# Félicien David

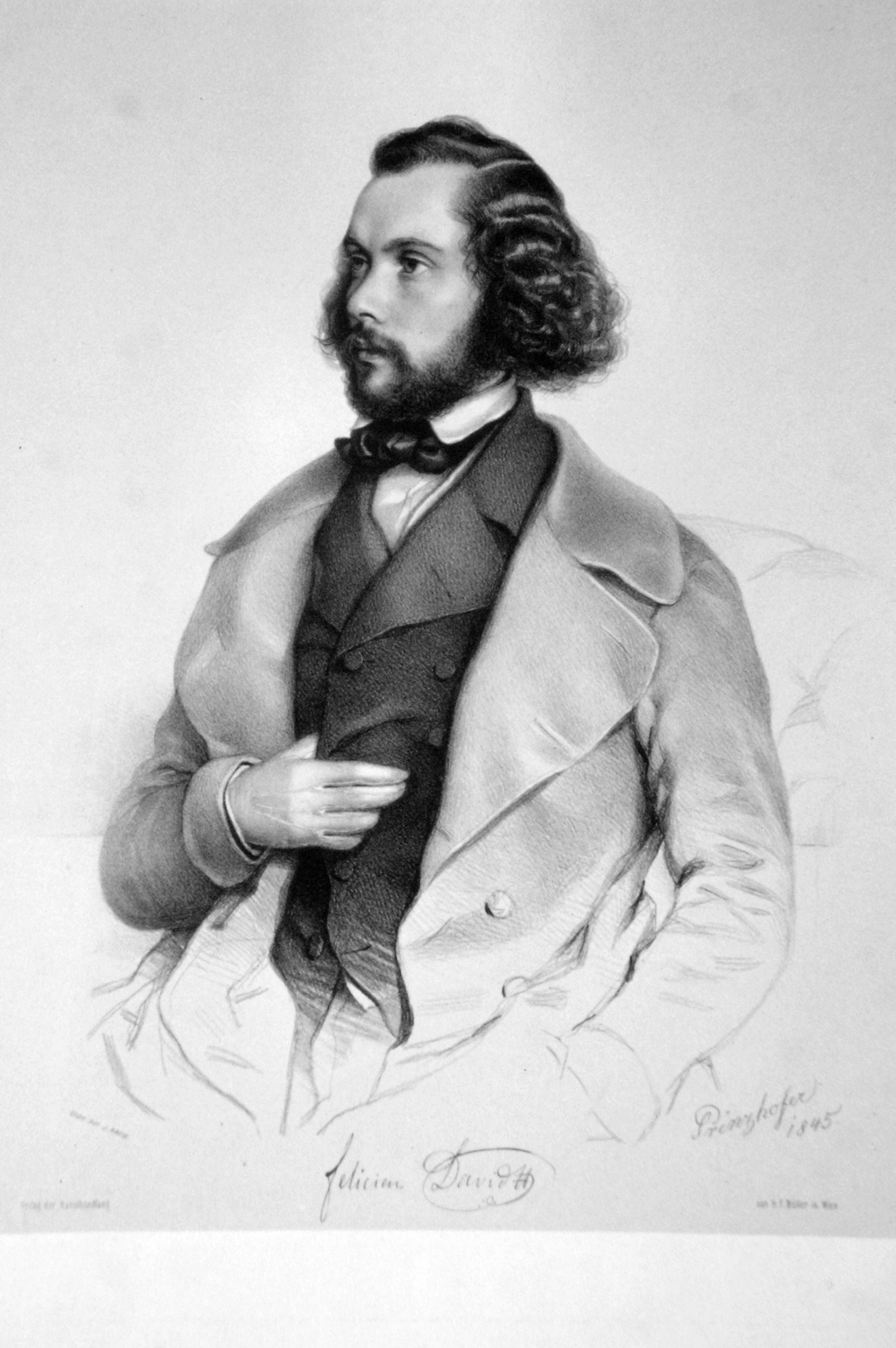
Félicien David, Lithographie von August Prinzhofer, 1845

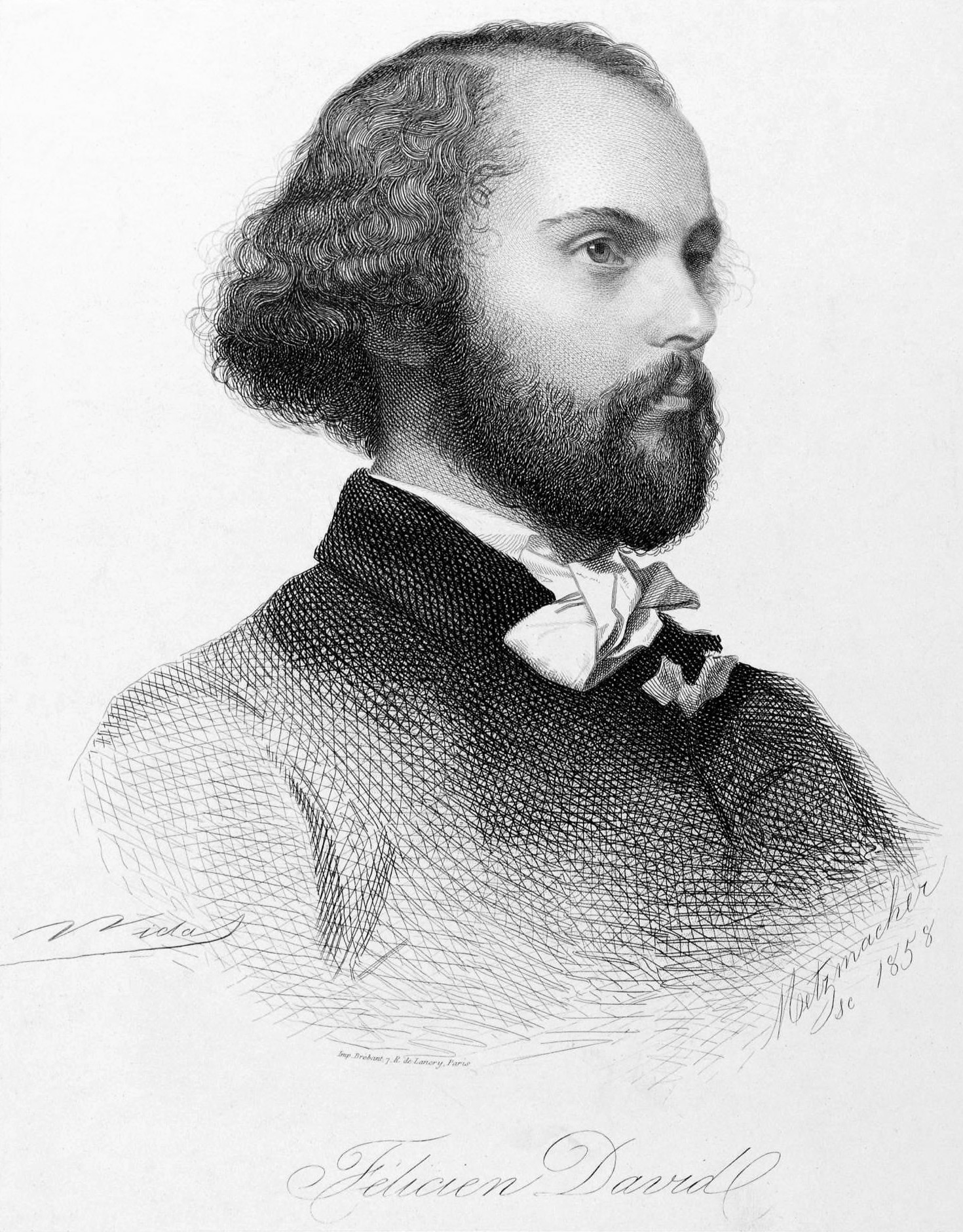
Félicien David 1858

Félicien-César David (* 13. April 1810 in Cadenet; † 29. August 1876 in Saint-Germain-en-Laye) war ein französischer Komponist.

## Leben
David verlor sehr früh seine Eltern. Seine erste musikalische Ausbildung erhielt er an der Sängerschule der Kathedrale Saint Sauveur in Aix-en-Provence. Danach verbrachte er einige Jahre an der dortigen Jesuitenschule. Während seiner Zeit an dieser Schule begann in ihm das Interesse an musikalischer Komposition zu erwachen. Ab 1828 – die Jesuitenschule war inzwischen geschlossen worden – arbeitete David zwei Jahre als 2. Orchesterleiter am Theater und als Kapellmeister in der Kathedrale von Aix-en-Provence.
Ab 1830 ermöglichte ihm die finanzielle Hilfe eines Onkels die Fortführung seiner Studien am Konservatorium in Paris, wo er eine breitgefächerte Ausbildung absolvierte. Schon kurz nach seiner Ankunft in der Seine-Metropole kam er mit dem Saint-Simonismus in Berührung und schloss sich der Bewegung an. Zum Jahreswechsel 1832/33 begann jedoch die Verfolgung der Saint-Simonisten und David war gezwungen, Frankreich zu verlassen.
Gemeinsam mit einigen Mitbrüdern verließ er im März 1833 per Schiff das Land. Von Marseille aus führte sie eine ereignisreiche Reise in verschiedene Städte des Nahen Ostens, darunter Konstantinopel, Jaffa, Jerusalem, Beirut und Kairo. David reiste mit offenen Ohren für die musikalischen Eigenheiten der von ihm besuchten Länder und viele dieser Anregungen finden sich in seinen später entstandenen Werken wieder. Mitte 1835 kehrte er nach Frankreich zurück.
In den folgenden Jahren wurde es recht ruhig um ihn: Félicien David komponierte nur wenig und trat erst 1844 mit seiner sinfonischen Ode Le Désert an die Öffentlichkeit. Der Erfolg des Werks gab seinem Schaffen großen Auftrieb. Es folgten jetzt etliche Werke verschiedener Gattungen, die seinen Ruf festigten. 1862 gelang ihm mit der opéra comique Lallah-Roukh der endgültige Durchbruch. Während dieser Zeit unternahm er etliche Reisen ins europäische Ausland und lernte bedeutende Komponisten kennen.
1863 wurde er als assoziiertes Mitglied in die Académie royale des Sciences, des Lettres et des Beaux-Arts de Belgique aufgenommen.

## Werke (Auswahl)

### Opern
- La Perle du Brésil, deutsch: Die Perle von Brasilien, Komische Oper in 3 Akten, Libretto: J.  Gabriel und Sylvian St. Etienne, Uraufführung 22. November 1851, Opéra-National, Paris[Digitalisat 1]
- Herculanum, Oper in 4 Akten, Uraufführung 4. März 1859, Paris
- Lalla-Roukh, Komische Oper in 2 Akten, Uraufführung 12. Mai 1862, Paris
- La Captive, Komische Oper in 3 Akten, Uraufführung 1883 (posthum), Paris
- Le Saphir, Komische Oper in 3 Akten, Uraufführung 8. März 1865, Paris

### Vokalwerke
- Die Wüste, Symphonie-Ode in drei Abtheilungen mit declamirten Strophen, Gesängen, Chören u. grossem Orchester, Libretto: Auguste Colin[Digitalisat 2][Digitalisat 3] OCLC 1085518087 (deutsche Übersetzung durch Ferdinand Braun)[Digitalisat 4]
- Christophe Colomb ou, La decouverte du nouveau monde, Ode symphonie en quatre parties, 1847 OCLC 8161298
- Moïse au Sinaï, Oratorium in 2 Teilen, Text: Sylvain St. Étienne[Digitalisat 5][Digitalisat 6]OCLC 49478807
- L'Éden, Mystère in zwei Teilen OCLC 902592642

### Chorwerke
- Le sommeil de Paris, für gemischten Chor, uraufgeführt am 8. Dezember 1844 OCLC 671811986

### Orchestermusik
- Sinfonie Es-Dur OCLC 23043175
- Symphonie orientale OCLC 1236012466

### Kammermusik
- Klaviertrio c-moll[Digitalisat 7] OCLC 17163325
- Klaviertrio d-moll[Digitalisat 8]
- Klaviertrio Es-Dur[Digitalisat 9]

### Klavierwerke
- Mélodies orientales für Klavier, 1836
- Pensée fugitive, Mélodie, 1840[Digitalisat 10] OCLC 1084240551
- Andante, 1845 OCLC 842153738
- Fleurs d'été, drei Walzer für Klavier, 1849 OCLC 18063451
- 6 esquisses symphoniques OCLC 62585466 I  Prière II Querelle et réconciliation III Larmes et regrets IV Marine V Mélancolie VI Caprice

### Werke für Violine und Klavier
- Sechs Capricen für Violine mit Klavierbegleitung OCLC 827723963

- Zwölf Melodien für Violine und Klavier OCLC 66676602

### Werke für Violoncello und Klavier
- Zwölf Melodien für Violoncello und Klavier OCLC 915881208

### Lieder
- Pensées des morts, 1839
- L'égyptienne für Sopran und Klavier. Text: Jacques Cognat, 1841 OCLC 869888778
- Saltarelle. Text: Antony Deschamps, 1842[Digitalisat 11]
- Adieux à Charence, 1842 OCLC 842153446
- Le Rhin allemand, für hohe Stimme, Chor und Klavier, Text: Alfred de Musset, 1842 OCLC 869898044
- L'absence, 1842 OCLC 869885380
- Le Fou de Bicètre. Scene dramatique, Text: Marc Constantin, 1844 OCLC 842153618
- Les Perles d'Orient, 1845[Digitalisat 12] OCLC 842153699
- En Chemin. Chant de Voyageur.[Digitalisat 13]OCLC 1027097295
- Les Hirondelles[Digitalisat 14]

## Digitalisate
1. ↑  La Perle du Brésil als Digitalisat bei Google Books
2. ↑  Le desert als Digitalisat bei Google Books
3. ↑  Il deserto : ode sinfonia in tre parti als Digitalisat bei Hathi Trust
4. ↑  https://www.digitale-sammlungen.de/de/view/bsb10577890?page=3 als Digitalisat beim Münchener Digitalisierungszentrum
5. ↑  Moïse au Sinaï als Digitalisat bei Hathi Trust
6. ↑  Moise au Sinai als Digitalisat bei Google Books
7. ↑  Klaviertrio c-moll als Digitalisat in der Sibley Music Library
8. ↑  Klaviertrio d-moll als Digitalisat in der Sibley Music Library
9. ↑  Klaviertrio in Es-Dur als Digitalisat in der Sibley Music Library
10. ↑  Pensée fugitive als Digitalisat bei Google Books
11. ↑  Saltarelle als Digitalisat bei der Universität der Künste Berlin
12. ↑  Les Perles d'Orient als Digitalisat bei Google Books
13. ↑  En Chemin als Digitalisat bei Google Books
14. ↑  Les Hirondelles als Digitalisat bei Google Books